# Vasilij Vasil'evič Smyslov
Vasilij Vasil'evič Smyslov (in russo Василий Васильевич Смыслов?; Mosca, 24 marzo 1921 – Mosca, 27 marzo 2010) è stato uno scacchista russo (fino al 1992 sovietico), settimo campione del mondo, dal 1957 al 1958.
È stato candidato per il campionato del mondo di scacchi in otto occasioni (1948, 1950, 1953, 1956, 1959, 1965, 1983 e 1985). Ha vinto due campionati sovietici (1949 e 1955) e ha ottenuto un totale di 17 medaglie alle Olimpiadi degli scacchi. Ha vinto inoltre dieci medaglie d'oro nelle sue cinque partecipazioni ai campionati europei a squadre.
È scomparso per arresto cardiaco nel 2010 all'età di 89 anni.

## Biografia

### I primi anni
Imparò a giocare a scacchi dal padre, Vasilij O. Smyslov, giocatore di forte livello, un candidato maestro.
Dopo essere entrato nel circuito agonistico la sua crescita fu rapida: il giovane Smyslov vinse un campionato sovietico per candidati maestri nella tarda adolescenza, guadagnando così il titolo di maestro.
Nel 1938, all'età di diciassette anni vinse il campionato URSS juniores e anche il campionato di Mosca, a pari merito con Sergej Belavenec, con 12,5 su 17.
Il suo primo tentativo in una competizione per adulti al di fuori della sua città natale fu però deludente: arrivò 12º-13º nel torneo internazionale di Leningrado-Mosca del 1939 totalizzando 8 punti su 17.
Nel campionato di Mosca del 1939-40 si piazzò 2º-3º con il punteggio di 9 su 13.

### Gli anni della guerra
Ottenne un ottimo risultato nel suo esordio al campionato sovietico (Mosca, 1940), giungendo 3º con 13 su 19, davanti al campione in carica Michail Botvinnik. Questo torneo fu il più forte disputato in Unione Sovietica sino ad allora, poiché vi presero parte diversi forti giocatori, quali Paul Keres e Vladas Mikėnas, provenienti da nazioni annesse all'URSS come previsto dagli accordi del patto Molotov-Ribbentrop del 1939.
La federazione sovietica organizzò un ulteriore torneo tra i sei giocatori migliori del campionato del 1940, che fu chiamato campionato sovietico assoluto, uno dei tornei più forti mai tenuti. Il formato vide ogni giocatore affrontare i suoi avversari quattro volte. I partecipanti furono Botvinnik, Keres, Smyslov, Isaak Boleslavs'kyj, Igor' Bondarevskij e Andor Lilienthal.
Smyslov giunse terzo con 10 su 20, alle spalle di Botvinnik e Keres. Questo risultato dimostrò che Smyslov era un giocatore di classe e con una forza da grande maestro all'età di vent'anni, un risultato molto raro per l'epoca.
La seconda guerra mondiale impose uno stop ai tornei internazionali, ma diversi tornei con partecipazione limitata a giocatori sovietici furono comunque organizzati. Smyslov vinse il torneo di Mosca 1942 con un notevole 12 su 15. A Kujbyšev 1942 giunse secondo con 8 su 11. Nel forte torneo di Sverdlovsk 1943 arrivò 3º-4º con 8 su 14. Nel torneo di Mosca 1943-44 Smyslov divise il 3º-4º posto con 11,5 su 16. Il 13º campionato sovietico (1944) lo vide giungere 2º con 10,5 su 16. Vinse il torneo di Mosca 1944-45 con 13 su 16. A questo punto della carriera Smyslov era arrivato nel gruppo dei migliori tre giocatori sovietici, assieme a Botvinnik e Keres (che durante la guerra si trovava nell'Europa occupata dai nazisti)
Con la fine della guerra nel 1945 fu nuovamente possibile l'organizzazione di tornei internazionali, ma la forma di Smyslov ebbe una seria crisi nell'immediato dopoguerra. Il 14º campionato sovietico (Mosca 1945) lo vide a metà di un forte gruppo con 8,5 su 17 (vincitore fu Botvinnik, con Boleslavs'kyj e l'astro nascente David Bronštejn occupare il secondo e il terzo posto rispettivamente). Ottenne il suo peggior risultato in carriera sino ad allora a Tallinn 1945, potendo ottenere unicamente 6,5 su 15 in un torneo non eccessivamente impegnativo. Un risultato leggermente migliore fu ottenuto al torneo di Mosca del 1945-46, dove comunque giunse solo 7º-11º con 7,5 su 15 (vittoria di Bronštejn).

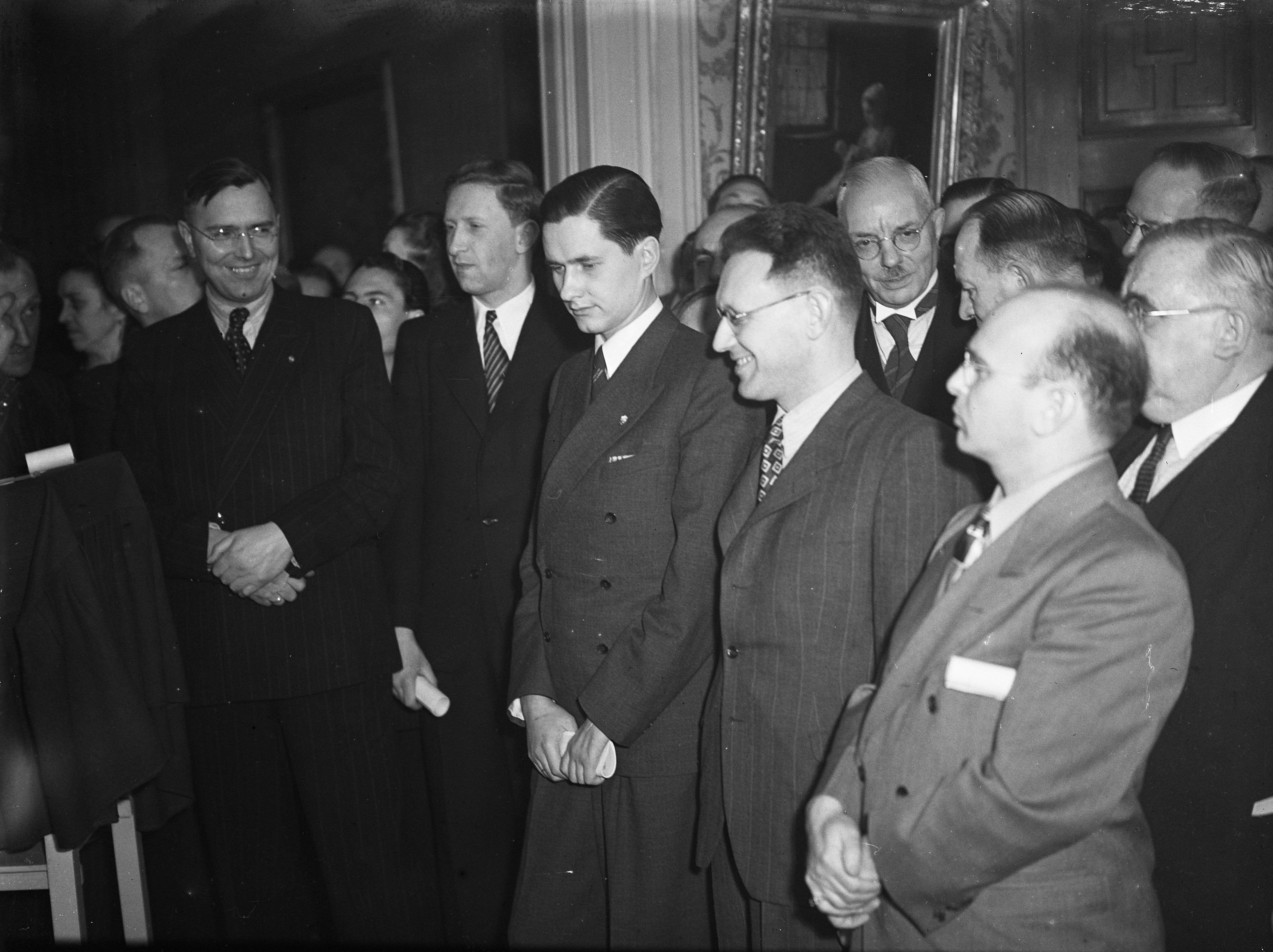
Cerimonia d'apertura del campionato del mondo 1948: Max Euwe, Vasilij Smyslov, Paul Keres, Michail Botwinnik e Samuel Reshevsky

Successivamente, un'altra prestazione insoddisfacente al torneo di Mosca 1946, dove giunse 3º-6º con 8,5 su 15 (nuova vittoria di Bronštejn). In questo periodo ottenne complessivamente solo 31 su 62 in questi tornei, per una percentuale utile del 50% (a fronte del 61,3% dell'intera carriera)
In ogni caso, gli ottimi risultati precedentemente ottenuti gli assicurarono uno dei cinque posti disponibili per i sovietici per il primo importante torneo internazionale del dopoguerra a Groninga, nei Paesi Bassi, nell'agosto del 1946. La competizione, chiamata Howard Staunton Memorial, fu vinta da Botvinnik con 14,5 su 19, mezzo punto in più del già campione del mondo Max Euwe.
Smyslov concluse 3º con 12,5 su 19, confermando il suo status di giocatore tra i più forti al mondo.
Per il periodo successivo, comunque, una volta ritornato ai tornei sovietici Smyslov ebbe risultati buoni ma non eclatanti. Nel successivo 15º campionato sovietico (Leningrado, 1947), vinto da Keres, arrivò 3º-4º con 12 su 19. A Pärnu 1947 ottenne 8 su 13 per un 4º-6º posto nel torneo che vide una nuova vittoria di Keres. A Varsavia 1947 totalizzò 6 su 9, giungendo 2º-5º (vittoria di Svetozar Gligorić). Nel memorial Michail Čigorin di Mosca 1947 giunse 3º-4º con 10 su 15, la vittoria andò a Botvinnik.
I suoi risultati sino a questo momento mostrano una costante presenza ai piani alti delle classifiche di forti competizioni, ma nessuna vittoria nei tornei. Smyslov da adulto non aveva mai vinto nessun torneo, con l'eccezione del torneo di Mosca 1944-45, prima di ritrovarsi candidato al titolo nel campionato mondiale di scacchi del 1948.

### Pretendente al titolo mondiale
Smyslov partecipò al torneo del 1948 organizzato per determinare il successore di Aleksandr Alechin, morto nel 1946, al titolo di campione del mondo. Giunse 2º alle spalle di Michail Botvinnik realizzando 11 punti sui 20 possibili.

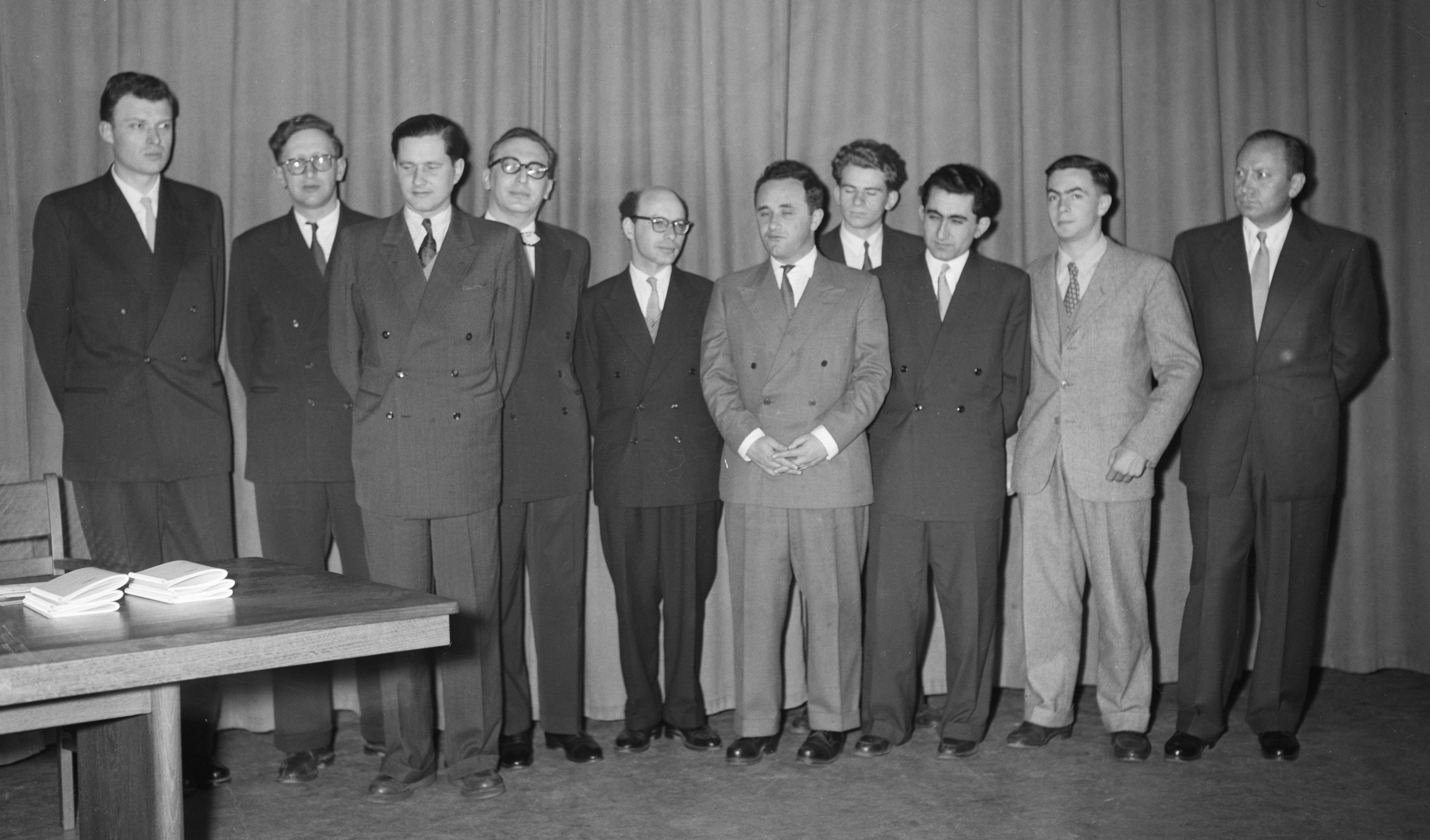
Torneo dei candidati 1956: (da sinistra a destra) Miroslav Filip, Vasily Smyslov, Paul Keres, Herman Pilnik, David Bronštejn, Juchym Heller, Boris Spasskij, Tigran Petrosyan, Oscar Panno e László Szabó.

Questo suo risultato lo qualificò di diritto al torneo dei candidati di Budapest 1950, dove si classificò 3º con 10 su 18, alle spalle di Bronštejn e Boleslavskij, vincitori a pari merito. Nuovamente, il risultato gli permise di essere ammesso al successivo torneo dei candidati. Gli fu, nel frattempo, conferito il titolo di grande maestro internazionale, istituito dalla FIDE nello stesso anno.
Dopo aver finalmente vinto il torneo dei candidati a Zurigo nel 1953 con 18 su 28, due punti in più di Keres, Bronštejn e Samuel Reshevsky, Smyslov disputò il match contro Botvinnik per il titolo di campione del mondo l'anno successivo. Giocata a Mosca, la sfida terminò in parità (7 vittorie a testa e 10 pareggi) dopo 24 partite. Le regole dell'epoca prevedevano che in tale circostanza il campione mantenesse il titolo, Smyslov dovette quindi tentare un nuovo assalto.

### Campione del mondo
L'ulteriore vittoria nel torneo dei candidati ad Amsterdam 1956, portò ad una nuova sfida mondiale contro Botvinnik nel 1957. Assistito dai secondi Vladimir Makogonov e Vladimir Simagin, Smyslov vinse con il risultato di 12,5 a 9,5, diventando il settimo campione del mondo ufficiale di scacchi. L'anno successivo Botvinnik esercitò il diritto alla rivincita che le regole gli consentivano e si riprese il titolo con un punteggio finale di 12,5 a 10,5. Smyslov dichiarò successivamente che pativa di salute durante il match di ritorno, soffriva infatti di polmonite, ma riconobbe che la preparazione di Botvinnik fu estremamente rigorosa.
Nel corso di tre sfide mondiali in quattro anni, Smyslov vinse 18 partite a fronte delle 17 di Botvinnik (ci furono inoltre 34 patte) eppure fu campione per un solo anno. Nella sua collezione autobiografica di partite, scrisse: 
(Smyslov, Smyslov's Best Games)

### Campionati del mondo successivi
Anche se Smyslov non si qualificò più per la sfida mondiale, continuò a partecipare agli eventi di qualificazione ottenendo ancora qualche buona prestazione. Nel 1959 fu tra i candidati, ma arrivò solo quarto nel torneo in Jugoslavia, vinto dalla stella nascente Michail Tal'. Non si qualificò nel 1962, ma tornò in corsa nel 1964, grazie al primo posto a pari merito al torneo interzonale di Amsterdam (17 su 23). Fu però sconfitto al primo turno da Juchym Heller.
A partire dal 1968 fu tra i collaboratori della rivista scacchistica 64, sotto la direzione di Tigran Petrosyan
Nel 1983, a 62 anni, arrivò sino alla finale dei match dei candidati (un incontro che designava lo sfidante che avrebbe poi affrontato il campione, all'epoca Anatolij Karpov). Pareggiò il quarto di finale contro Robert Hübner 7 a 7 (per decidere chi dei due avrebbe passato il turno ci si affidò ad un giro di ruota di roulette) e batté nella semifinale Zoltán Ribli per 6,5 a 4,5. La finale del 1984 a Vilnius lo vide opposto a Garri Kasparov, che aveva un terzo dei suoi anni. Perse 4,5 a 8,5. Kasparov batté poi Karpov nel 1985 e divenne il nuovo campione del mondo.
La sua ultima apparizione come candidato fu a Montpellier 1985, dove non riuscì a passare il turno.

### Le Olimpiadi e i campionati europei a squadre

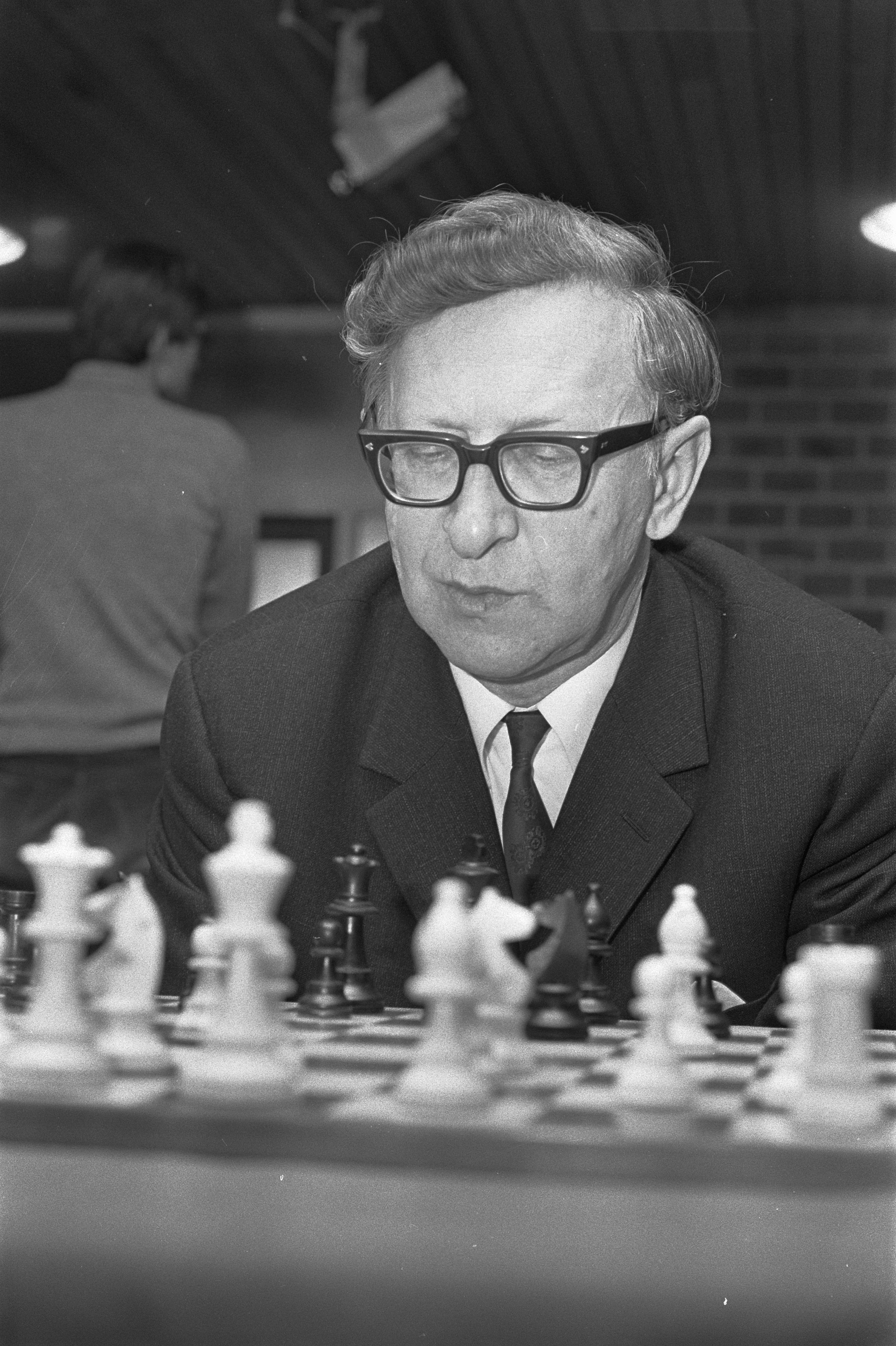
Nel 1972 al torneo di scacchi di Wijk aan Zee

Smyslov ha rappresentato l'Unione Sovietica per nove volte nelle Olimpiadi degli scacchi, dal 1952 al 1972 restando escluso unicamente nel 1962 e nel 1966. Ha contribuito notevolmente alle medaglie d'oro di squadra in ogni occasione in cui ha giocato, vincendo un totale di otto medaglie personali. Il suo totale di 17 medaglie Olimpiche vinte, tra quelle
personali e quelle di squadra, è secondo solo a quello di Garri Kasparov, che detiene il record con 19 medaglie (di cui 15 d'oro).
Il dettaglio dei suoi risultati:
- Helsinki 1952 (2ª scacchiera): 10 ½ su 13, oro personale e di squadra
- Amsterdam 1954 (2ª scacchiera): 9 su 12, bronzo personale e oro di squadra
- Mosca 1956 (2ª scacchiera): 8 ½ su 13, oro di squadra.
- Monaco 1958 (2ª scacchiera): 9 ½ su 13, argento personale e oro di squadra
- Lipsia 1960 (1ªriserva): 11 ½ su 13, oro personale e di squadra
- Tel Aviv 1964 (3ªscacchiera): 11 su 13, oro personale e di squadra
- Lugano 1968 (2ª riserva): 11 su 12, oro personale e di squadra
- Siegen 1970 (1ªriserva): 8 su 11, bronzo personale e oro di squadra
- Skopje 1972 (3ªscacchiera): 11 su 14, argento personale e oro di squadra

Smyslov a Reggio Emilia 1986/87
(alle sue spalle Boris Spasskij)

Il risultato totale è un impressionante 90 su 113 (+69 = 42 -2). Questa performance utile del 79.6% è a gennaio 2009 la quinta migliore di sempre tra chi ha partecipato ad almeno quattro olimpiadi.
Smyslov ha rappresentato l'Unione Sovietica anche in cinque campionati europei a squadre, uscendone con un medagliere perfetto: cinque medaglie d'oro di squadra e cinque medaglie d'oro personali. Il suo risultato totale è stato di 19 vittorie, 15 patte e 1 sconfitta, per una percentuale utile del 75,7%.
Il dettaglio dei risultati:
- Vienna 1957 (1ªscacchiera): 3,5 su 6 (+2 =3 -1), oro personale e di squadra
- Oberhausen 1961 (5ª scacchiera): 8 su 9 (+7 =2 -0), oro personale e di squadra
- Amburgo 1965 (4ª scacchiera): 6 su 9 (+3 =6 -0), oro personale e di squadra
- Kapfenberg 1970 (5ª scacchiera): 5 su 6 (+4 =2 -0), oro personale e di squadra
- Bath 1973 (6ª scacchiera): 4 su 5 (+3 =2 -0), oro personale e di squadra

### Altri risultati

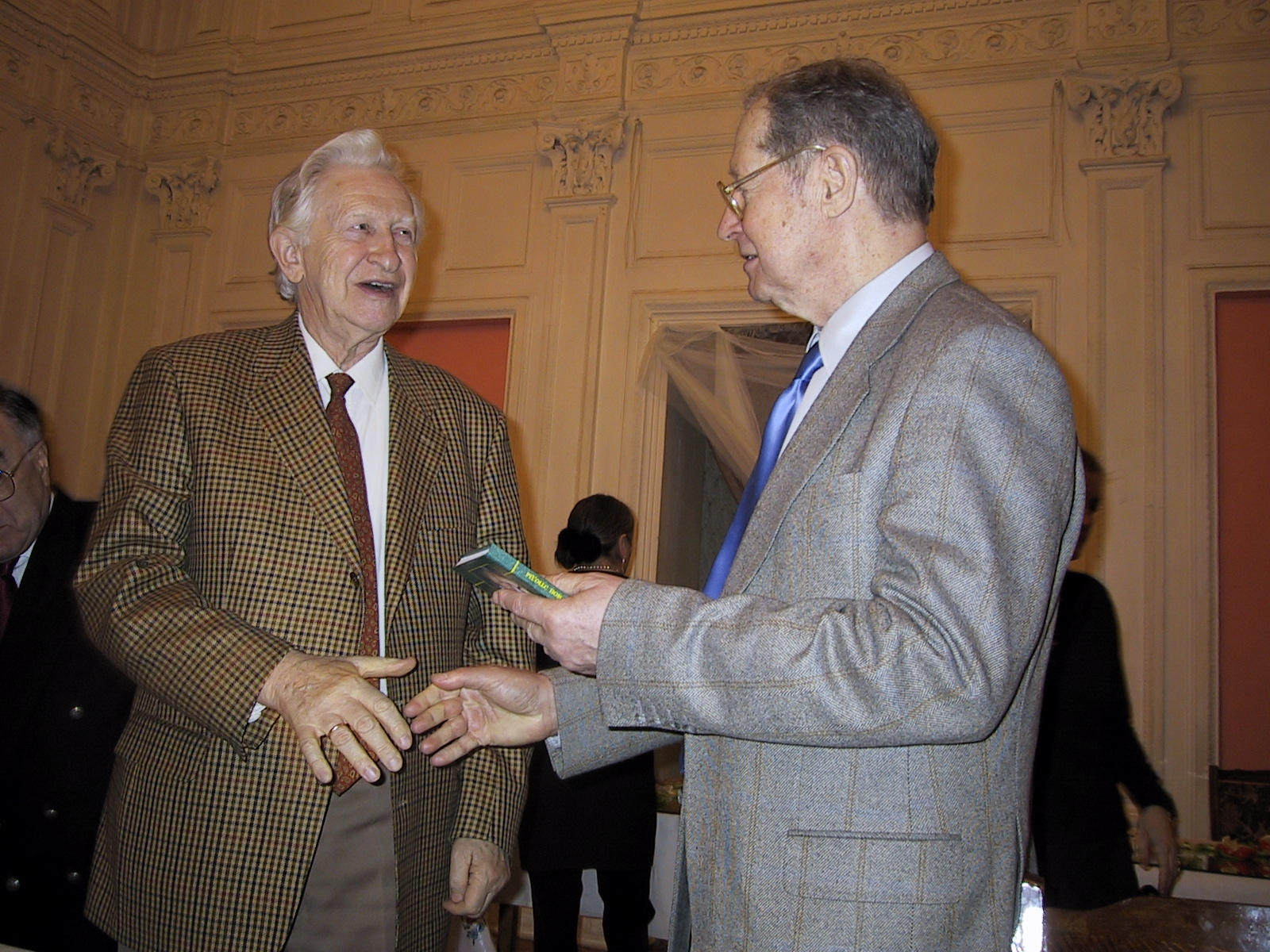
Vasilij Smyslov e Jurij Averbach all'80º compleanno di quest'ultimo

Smyslov ha vinto due Campionati sovietici. Arrivò 1º-2º a pari merito nel 17º campionato sovietico a Mosca del 1949. Ribadì il risultato nella ventiduesima edizione di Mosca 1955 assieme a Juchym Heller, ma perse il playoff. Arrivò secondo con 12 su 15 a Venezia 1950 e vinse a Mar del Plata 1966. Vinse il Rubinstein Memorial di Polanica-Zdroj nel 1966 e 1968. Giocò per l'URSS nei macht del 1970 e del 1984 contro rappresentative del resto del mondo. Fu 6ª scacchiera a Belgrado 1970 e 4ª scacchiera a Londra 1984, l'URSS vinse entrambe le sfide. Nel 1991 Smyslov vinse la prima edizione del campionato del mondo seniores.
Non ha giocato partite ufficiali dal 2001, dopo il torneo "Veterans versus Ladies" ad Amsterdam. Il suo punteggio Elo dopo questa competizione era di 2494.

## Eredità
Smyslov è noto per il suo stile posizionale e, in particolare, per la sua precisa conduzione del finale, ma molte delle sue partite presentano anche notevoli finezze tattiche. Ha dato grandi contributi alla teoria in diverse aperture tra cui l'apertura inglese, la difesa Grünfeld e la difesa siciliana. Una variante della partita spagnola chiusa porta il suo nome (1.e4 e5 2.Cf3 Cc6 3.Ab5 a6 4.Aa4 Cf6 5.0-0 Ae7 6.Te1 b5 7.Ab3 d6 8.c3 0-0 9.h3 h6). Ha inoltre riportato in auge la difesa in fianchetto nella spagnola (1.e4 e5 2. Cf3 Cc6 3.Ab5 g6) negli anni settanta. Nella difesa slava la linea principale 1.d4 d5 2.c4 c6 3.Cc3 Cf6 4.Cf3 dxc4 5.a4 Af5 è chiamata variante ceca o Smyslov.
Forse come tributo al suo intelletto, Stanley Kubrick, valido scacchista dilettante, ha dato ad un personaggio di 2001: Odissea nello spazio il nome di Andrei Smyslov..

## Cantante d'opera
In gioventù Smyslov è stato un buon baritono. Solamente dopo aver fallito un'audizione al teatro Bol'šoj nel 1950 decise di dedicarsi completamente alla carriera di scacchista. In una occasione ha dichiarato: «Sono sempre vissuto tra gli scacchi e la musica». Prima di una
partita contro Botvinnik ha cantato di fronte a un pubblico di migliaia di persone. Durante i tornei si esibiva occasionalmente, a volte accompagnato dall'amico grande maestro e pianista Mark Tajmanov.